# 启明龙属
启明龙（学名：Wunyelfia）是薄板龙科蛇颈龙的一个属，生存于晚白垩世的智利海域。该属仅含一个物种：马乌莱启明龙（W. maulensis）。

## 词源
属名读音为“goo-niel-fiah”，取自金星的马普切语名称Wüñelfe，而金星亦被视为圣树“Foye”之花的神秘象征及马普切人自由不羁精神的体现。种名取自发现化石的马乌莱大区。

## 描述
启明龙隶属薄板龙科的极泳龙亚科，化石发现于基里奎纳组。正模标本SGO.PV.6507为关节连接的颅后骨骼，包括寰枢椎、前五节颈椎、一块孤立的中段颈椎椎体、首节颈椎的椎体、两块连续的胸椎椎体（sensu Sachs et al., 2013）、十三节背椎、三节骶椎、十块尾椎椎体、一对喙骨的大部分、锁骨间弓中部区域、左耻骨联合区、右耻骨髋臼区及左髂骨腹侧部分。